# Školní družina

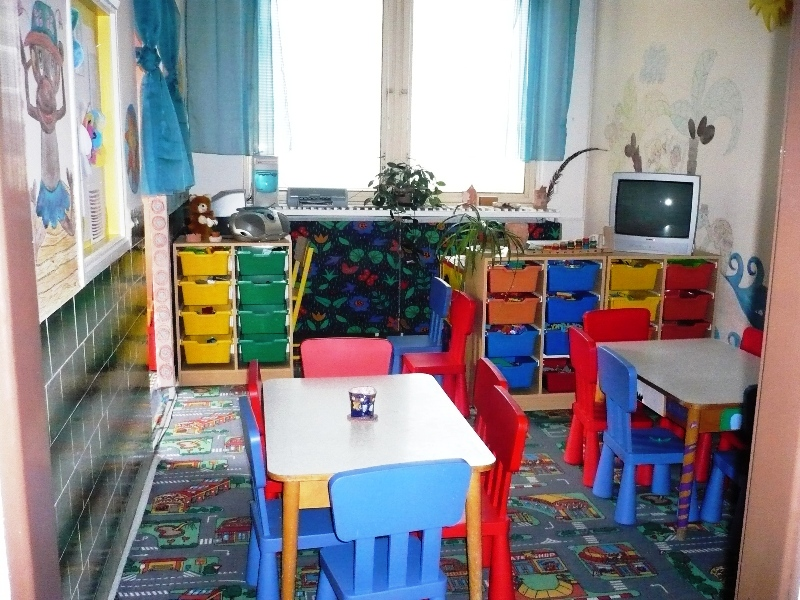
Školní družina

Školní družina (pro mladší děti) a školní klub (pro žáky druhého stupně základních škol a nižšího stupně víceletých gymnázií) je školské zařízení pro výchovu mimo vyučování. Navštěvování není povinné a rodiče se mohou rozhodnout, zda své děti do zařízení umístí, či nikoliv. Jedná se o placenou službu. K budování široké sítě socialistických zařízení pro mimoškolní výchovu docházelo v Československu po únoru 1948. Upřesnění pokynů pro zřizování, organizaci a uplatňování výchovných principů v družinách obsahovaly prováděcí vyhlášky ministerstva školství, věd a umění (MŠVU) z roku 1950.
Na počátku 50. let uváděly československé statistiky existenci asi 1 600 družin, v polovině 50. let se jejich počet zvýšil na 2 000, přičemž je navštěvovalo 134 500 dětí. V první polovině 60. let se v celé ČSSR nacházelo 2 970 družin, které navštěvovalo přes 217 000 dětí (z 80 % se jednalo o děti 1. až 5. ročníku ZDŠ). V roce 1966 počet družin stoupl natolik, že se nacházely téměř při každé ZDŠ. Počet družinových zařízení dosáhl počtu 3 208 (206 010 dětí), které navštěvovali žáci 1. až 5. tříd ZDŠ (asi 17 % ze všech 1. - 5. ročníků). Síť školních klubů pro starší žáky se v ČSSR budovala mnohem pomaleji; v roce 1966 jich působilo pouze 287 a zapsáno v nich bylo téměř 11 000 žáků starších ročníků. Na konci devadesátých let 20. století se v České republice nacházelo více než čtyři tisíce školních družin. Jejich služby využívala více než jedna třetina žáků prvního stupně základních škol.
Zákon České národní rady č. 76/1978 Sb. o školských zařízeních, který definoval také „školní družinu a školní klub”, platil až do roku 2004, kdy byl nahrazen zákonem č. 561/2004 Sb. o předškolním, základním, středním, vyšším odborném a jiném vzdělávání. Na základě školského zákona jsou školní družiny zřizovány jako samostatná zařízení nebo jako součást základních škol. Ačkoliv fungují jako sociální služba (hlídají děti zaměstnaných rodičů), hlavním úkolem školních družin je mimoškolní výchova založená na pedagogice volného času, která tvoří mezistupeň mezi výchovou ve škole a výchovou v rodině. Jejich hlavním posláním je poskytování zájmové činnosti a možnost odpočinku a relaxace po školním vyučování.
Základní organizační jednotku školní družiny tvoří oddělení, které navštěvuje maximálně 25 žáků denně. Oddělení mají na starosti vychovatelky, vedení družiny pak vedoucí vychovatelka, které náleží snížený počet hodin přímé výchovné činnosti. Družina může nabízet některé služby (např. výlety) i dětem, které do ní řádně nedocházejí. Ačkoliv bývá v provozu převážně v době školního vyučování, její služby jsou nezřídka nabízeny i po určitou dobu prázdnin.
Ve školních družinách mají děti možnost hrát kolektivní i individuální hry. Některé družiny mají svůj program rozšířen, například o sport, výlety apod. Součástí školní družiny může být také hřiště. Školní družiny bývají propojeny se školní jídelnou, kterou mohou děti využívat.
Práce školních družin se řídí Vzdělávacím programem pro školní družiny. Školní družina nemá stanovené závazné cíle činnosti; úkolem pedagogického procesu v zájmovém vzdělávání je kompetence získané ve škole posilovat a rozvíjet. Děje se tak nejčastěji při individuálních i skupinových hrách, soutěžích a při rekreačních činnostech. Pojem kompetence je chápán jako souhrn znalostí, schopností, postojů a praktických dovedností, které jsou předpokladem k výkonu činností, které umí žák využívat v praxi.
Podle výzkumu, který provedl Lipscomb, pomáhá školní klub, jakožto mimoškolní zařízení žákům prohlubovat přátelské vztahy, dává dětem pocit sounáležitosti na školní půdě a poskytuje dětem nové zájmy. Děti, které se dobrovolně zapojí v mimoškolních aktivitách, mají lepší prospěch a mají větší šanci, že si dobré výsledky udrží. Je zde také větší pravděpodobnost, že se dostanou na střední školu.

## Historie
Útulky pro školní děti z chudých rodin vznikaly na území Československa už v posledních dvou desetiletích 19. století. Zřizovaly je různé dobročinné organizace a spolky, později i městské samosprávy. Vzorem se jim staly obdobné instituce ve velkých německých městech, které byly v Německu zakládány od 70. let 19. století. V meziválečném období se objevilo i označení „družiny pro školní mládež“, ve kterých působily jako vychovatelky ženy s pedagogickým vzděláním, čímž se od sociálních útulků měnily na instituce s výchovným posláním. V poválečných letech byly krátce na základě výnosu ministerstva školství č. 88/1948 zřizovány tzv. klubovny mládeže pro starší žáky (ze škol II. a III. stupně), kde volnočasové aktivity zajišťovali učitelé.

### Mimoškolní zařízení k indoktrinaci mládeže v totalitních režimech
K ideologické indoktrinaci (národním socialismem a marxismem-leninismem) mládeže docházelo prostřednictvím mládežnických organizací a mimoškolních zařízení už od první poloviny dvacátého století v totalitních režimech nacistického Německa (Hitlerjugend/ Hitlerova mládež, Bund deutscher Mädel / Svaz německých dívek, Kinderlandverschickung) a komunistického Sovětského svazu (Komsomol, Všesvazová pionýrská organizace V. I. Lenina, pionýrské tábory - Artěk, paláce pionýrů, koncept dětských pionýrských republik s dětskými železnicemi, trolejbusy, poštami, tiskárnami, družstevními statky, dílnami, laboratořemi a vysílacími stanicemi). V protektorátních podmínkách se jednalo o Kuratorium pro výchovu mládeže v Čechách a na Moravě, které v roce 1944 rozšířilo povinnou službu mládeže v tzv. „Díle domovů mládeže”, které zahrnovalo: 1. domoviny mládeže, 2. zotavovací domovy mládeže a 3. ubytovací domovy mládeže, jejichž koncept vycházel z říšského projektu Kinderlandverschickung.
K budování sítě komunistických zařízení československé mimoškolní výchovy pro děti od 6 do 15 let docházelo po únoru 1948 postupně. Jejím základem se staly školy (jako vzdělávací a výchovné instituce), zařízení «družin mládeže», školou placení odborní pracovníci, aktiv rodičů SRPŠ a Pionýrská organizace ČSM ( s domy pionýrů) v těsné spolupráci s kulturně-osvětovými zařízeními národních výborů a Revolučního odborového hnutí (pionýrské a dětské tábory).
V prvních poúnorových letech se postupně utvářely základy vztahu komunistického režimu k dětem. Z hlediska vládnoucí ideologie spočíval základní cíl v prosazení „komunistické výchovy“ mladé generace; všechny zainteresované instituce usilovaly o to, aby si děti a dospívající mládež osvojily základní pozitivní vztah k politickému systému a přijali svou vlastní roli v socialistické společnosti. Mladou generaci v tomto smyslu formovala především škola a na ni navazující mimoškolní výchova. V obou případech se jejich působení neobešlo bez specifických zařízení, která sloužila k rozvíjení zájmů dětí a vyplnění jejich volného času. Ta současně napomáhala dětem správně se identifikovat s představami režimu.
Knapík, Jiří: Tzv. práce s dětmi jako součást socialistické mimoškolní výchovy v 50. a 60. letech, s. 197

### Školní družiny a kluby v 50. a 60. letech
Zákon o základní úpravě jednotného školství z 21. dubna 1948 stanovil, že mimoškolními zařízeními sloužícími výchovným a sociálním účelům jsou také družiny a domovy mládeže. Podrobnější pokyny pro zřizování, organizaci a uplatňování výchovných principů v družinách obsahovaly prováděcí vyhlášky ministerstva školství, věd a umění (MŠVU). První ministerské výnosy č. 87 a 129 byly publikovány v roce 1950 a platily spolu s dalšími dílčími předpisy až do září 1957. Prováděcím výnosem MŠVU z 12. srpna 1950 byl účel družin mládeže přesně vymezen:
Družiny mládeže jsou státem zřizovaná výchovná a sociální zařízení, která podporují školní výchovu a usnadňují matkám školních dětí zapojit se do práce tím, že v době mimo vyučování, popřípadě i ve volných dnech o hlavních prázdninách doplňují rodinnou péči, kterou vlastní rodina přes den nemůže poskytovat.
Richard Sedlář: Výchova mimo vyučování: její tradice a principy
V roce 1957 vydalo ministerstvo školství instrukce č. 48/1957 s novými organizačními směrnicemi k provedení školského zákona z roku 1953, které byly platné až do roku 1965, kdy je nahradila směrnice č. 59/1965 jako součást školského zákona z roku 1960. Směrnice současně zavedla nový název „školní družina“ a „školní klub” (pro starší žáky). Ta byla nahrazena teprve až zákonem České národní rady č. 76/1978 Sb. o školních zařízeních s dobou účinnosti až do roku 2004.
Na základě výnosu ze srpna 1950 mohli být do družiny přijímání žáci, jejichž matky „jsou zaměstnány mimo domácnost, popř. jsou zaměstnány kromě obstarávání domácnosti i jinými pracemi“ a žáci, „u nichž vzdálenost domova od školní budovy, neschůdnost cesty nebo dopravní poměry vylučují dvojí denní docházku nebo ji činí nežádoucí“. O jejich přijetí rozhodoval ředitel školy. Docházka takto přijatých dětí byla vždy povinná a bezplatná, přičemž rodiče svým dětem hradili osobní potřeby, jízdné, vstupné na společné akce. Škola mohla výdaje na družinu uhradit z výtěžku sběru léčivých bylin, ze sběru odpadových surovin, darů závodů apod.

### Výchovný personál
Zřizovatelem družin byl okresní národní výbor (ONV), který musel sledovat plán krajského národního výboru a reagovat na žádosti místních národních výborů. Družiny ONV zřizoval zpravidla při národních a středních školách (od r. 1960 Základních devítiletých školách) a v případě, že se v obci nacházelo více škol, mohl zřídit společnou družinu. Nacházely se přímo ve školních budovách nebo v jejich blízkém okolí. Navenek družinu zastupoval ředitel školy, takže družiny neměly vlastní razítko a nesly označení „Družina mládeže při... škole“. Od roku 1950 platilo, že mohla být založena, pokud se do ní přihlásilo alespoň 20 žáků, u zvláštních škol 10 žáků (ve výjimečných případech mohl být počet žáků snížen na 15). Od roku 1965 platilo minimum 15 žáků. Při počtu více než 30 žáků mohlo být zřízeno další oddělení.
Vyhlášky MŠVU hovořily o výchovné práci družinového vychovatele, ale v praxi se vždy jednalo o vychovatelky, jejíž pracovní náplň sestávala z výchovné činnosti, drobných technických prací (výrobky, nástěnky, výzdoba, atd.) a pedagogické administrativy s metodickými výkazy. Na školách s více odděleními byla jmenována k jejich řízení vedoucí vychovatelka. Prováděcí výnos z roku 1950 uváděl, že vychovatelky ustanovuje KNV především z osob s pedagogickým vzděláním, popř. z řad absolventek výchovné větve vyšších sociálně zdravotních škol, ale z důvodů nedostatku kvalifikovaného personálu připouštěl na přechodnou dobu ustanovit vychovatelkou i „jiné způsobilé ženy“, zpravidla na doporučení místní odbočky Československého svazu žen.
Z důvodů nedostatku kvalifikovaných vychovatelů ve školních družinách, dětských domovech a domovech mládeže a se zaváděním školních klubů pro starší žáky (6. až 9. ročníku) vydalo ministerstvo školství instrukci č. 53/1959 pro vzdělávání vychovatelů v mimoškolních zařízeních. Výchovný personál mohl absolvovat dvouletý vzdělávací kurz bez přerušení zaměstnání a po jeho ukončení přiznalo ministerstvo absolventům plnou kvalifikaci a současně nárok na zařazení z platové skupiny B do skupiny A.
Zásady platového zařazení pro vychovatele družin aktualizoval výnos ministra školství č. 8/1959 s účinností od 1. ledna 1959, kdy zařazení do platové skupiny A vyžadovalo vzdělání pro učitele 1. až 5. ročníku (1100 – 1540 Kčs/měsíc), do platové skupiny B nekvalifikovaní vychovatelé (890 – 1230 Kčs/měsíc). Vedoucí vychovatelé měli nárok na funkční přídavky a ministr školství mohl na návrh KNV pro zvlášť vynikající vychovatele přiznat i osobní plat. Konečnou úpravu pro vzdělávání vychovatelek školních družin a klubů přinesla směrnice č. 59/1965 z července 1965, která výslovně zakázala přestup neosvědčených učitelů z 1. až 5. ročníku do družin a klubů. Další úpravu přinesla směrnice o kvalifikaci výchovných pracovníků na školách a výchovných zařízeních ze dne 22. srpna 1972.

### Výchovný program a denní režim družin
Tehdejší pedagogické i politické autority považovaly mimoškolní výchovu za řízený a plánovitý proces, inspirovaný pedagogickou praxí v sovětském školství. Ten byl neodmyslitelně spjatý s programovým ateismem. Významnou součástí mimoškolní výchovy (mimotřídní činnosti) byla příprava na vyučování a napomáhání postupnému zlepšení prospěchu slabších žáků. V rámci školních družin připadla tato úloha vychovatelům, kteří současně zajišťovali během pobytu žáků v družině (později i školního klubu) vypracování domácích úkolů. Těm byla vymezena maximální doba dvou vyučovacích hodin.
Směrnice z roku 1957 vychovatelům zakazovala „ukládat žákům domácí úkoly”. Kontrolu nad prospěchem a chování žáka jim zprostředkovávala Žákovská knížka. Vedle toho měli také dbát na přímý styk s rodiči žáků. Propagované „sepětí výchovného působení školy a družin” ilustroval požadavek na účast vychovatelů při třídních schůzkách (popř. i členských schůzí SRPŠ). Tělesné tresty výslovně zakazovala ještě směrnice z roku 1957. Trestem mohlo být přechodné vyloučení ze zájmového kroužku (výnos č. 5/1951) nebo oblíbené hry, za špatné chování i vyloučení z družiny. Pochvaly se udělovaly před kolektivem žáků v družině, před třídním kolektivem, na pionýrských shromážděních, zápisem do žákovské knížky nebo formou zasloužené návštěvy kulturního podniku.
Směrnice MŠVU z roku 1950 kladly v družinách sice důraz na odlišné aktivity (potřebu podchycovat spontánní dětskou aktivitu), ale v důsledku dalších výchovných požadavků na ně již tolik času nezbývalo. Ve vzorových materiálech měla dužina podporovat vydávání školního časopisu, psaní družebních dopisů a řízenou povinnou školní a mimoškolní četbu (tu také v intencích socialistické pedagogiky interpretovat, popřípadě vymýtit čtení tajné a brakové literatury). Četba samozřejmě musela odpovídat ideovým požadavkům KSČ. Celá řada družinových aktivit měla žáky podněcovat ke vstupu do Pionýrské organizace ČSM. Do výchovného programu spadaly dále besedy (besedy s pionýry, pracujícími, pamětníky, umělci) a vyprávění vychovatelek, jejichž cílem bylo „prohlubování politické a mravní výchovy žáků“. Nechyběla ani výzdoba nástěnek, jelikož jak směrnice udávala: „Dobře řízené zpravodajství vychovává žáky k vzájemné kritice a sebekritice.“
Jedním z hlavních úkolů veřejné lidové správy je podporovat nábor pracovních sil do průmyslu a umožnit ženám, které mají děti školou povinné, vstup do zaměstnání tím, že buduje zařízení při školách I. a II. stupně, které bude o tyto děti pečovati. Ve volné době se děti věnují rukodílné práci a hrám. Děti se cítí v takovém radostném pracovním prostředí naprosto spokojeny a jejich matky se pak rády zapojují do vlastenecké budovatelské práce, na jejíchž výsledcích je závislý další rozkvět a blahobyt v naší vlasti.
Dobový text 01.03.1951 (ČTK)
V prvních letech nabízely družiny také zájmové kroužky, což v roce 1957 směrnice upravily a zřizování kroužků spadalo nadále do kompetence školy, Pionýrské organizace ČSM a domů pionýrů a mládeže. Prohlubování žákovských zájmových aktivit přinášely také exkurze do různých podniků a zemědělských družstev. Výchovný program kladl samozřejmě důraz na kolektivní zaměstnání žáků (ranní rozcvičky, různé formy sportovních aktivit, pobyt venku, míčové hry, sportovní soutěže, nácvik lidových tanců, atp.), takže prostor pro individuální hru s hračkami, stolními a společenskými hrami měl být využíván zejména kolem poledne (kdy děti odcházely na oběd nebo do družiny přicházely) a pozdě odpoledne (kdy si děti rodiče vyzvedávali nebo samostatně odcházely domů). První výraznější změny v pohledu na výchovnou práci v družině přinesla instrukce ministerstva školství č. 61/1959, která také zaváděla ve dvaceti vybraných základních devítiletých školách tzv. školní kluby, které se měly zaměřit na práci se staršími žáky (současně též zavádění škol s celodenní péčí - internáty).
Pracující matky dětí školního věku dovedou ocenit výhody družin školní mládeže, kde odborně školení pedagogičtí pracovníci pečují o jejich děti po skončení vyučování. Aby práce těchto družin byla ještě kvalitnější, bylo jednotlivým národním výborům v Praze uloženo vybudovat metodické středisko pro mimoškolní práci s dětmi ve formě vzorných družin. V prvním z nich, nesoucí jméno Julia Fučíka, zřízeném v Praze II v Růžové ulici, byl v těchto dnech zahájen pravidelný provoz.
ČTK, 20.10.1954
Ve školní družině pro mladší žáky bylo stanoveno dodržování poledního klidu, přičemž u starších žáků I. stupně mohla vychovatelka dětem předčítat, vyprávět (popř. pustit rozhlas); po poledním klidu následoval pobyt venku, potom svačina a příprava na vyučování. Ústní úkoly mohly děti procvičovat společně ještě během pobytu v přírodě. Po přípravě na školu se mohly děti věnovat zájmové činnosti, která probíhala částečně organizovaně (v kroužcích) a částečně individuálně. U starších žáků II. stupně, kteří do družiny přicházeli po skončení dopoledního vyučování, instrukce netrvala na striktním dodržování klidového režimu, ale naopak na dvouhodinovém pobytu venku.
Směrnice č. 59/1965 zařazovala školní družinu a školní klub mezi výchovně vzdělávací zařízení, která jsou součástí ZDŠ a jejichž výchovná práce s dětmi se odehrává v odděleních. V každém oddělení vedla vychovatelka „Přehled výchovně vzdělávací práce“ s docházkou (se stejným dokumentačním významem jako měla třídní kniha). Od poloviny 60. let byl kladen větší důraz na spontánní dětské aktivity a přílišná organizace denního režimu ustupovala do pozadí (zejména v případě ČSM). Z prováděného průzkumu v letech 1962 až 1964 vyplynulo, že děti oceňovaly „pěkné prostředí klubů, možnost připravit si domácí úkoly a také nabídku zájmové činnosti”.